# Vera Kublanóvskaia
Vera Kublanóvskaia (rus: Вера Николаевна Кублановская)  (Krokhino, 21 de novembre de 1920 - Sant Petersburg, 21 de febrer de 2012), de soltera Vera Nikolaièvna Totubàlina, va ser una matemàtica soviètica.

## Vida i obra

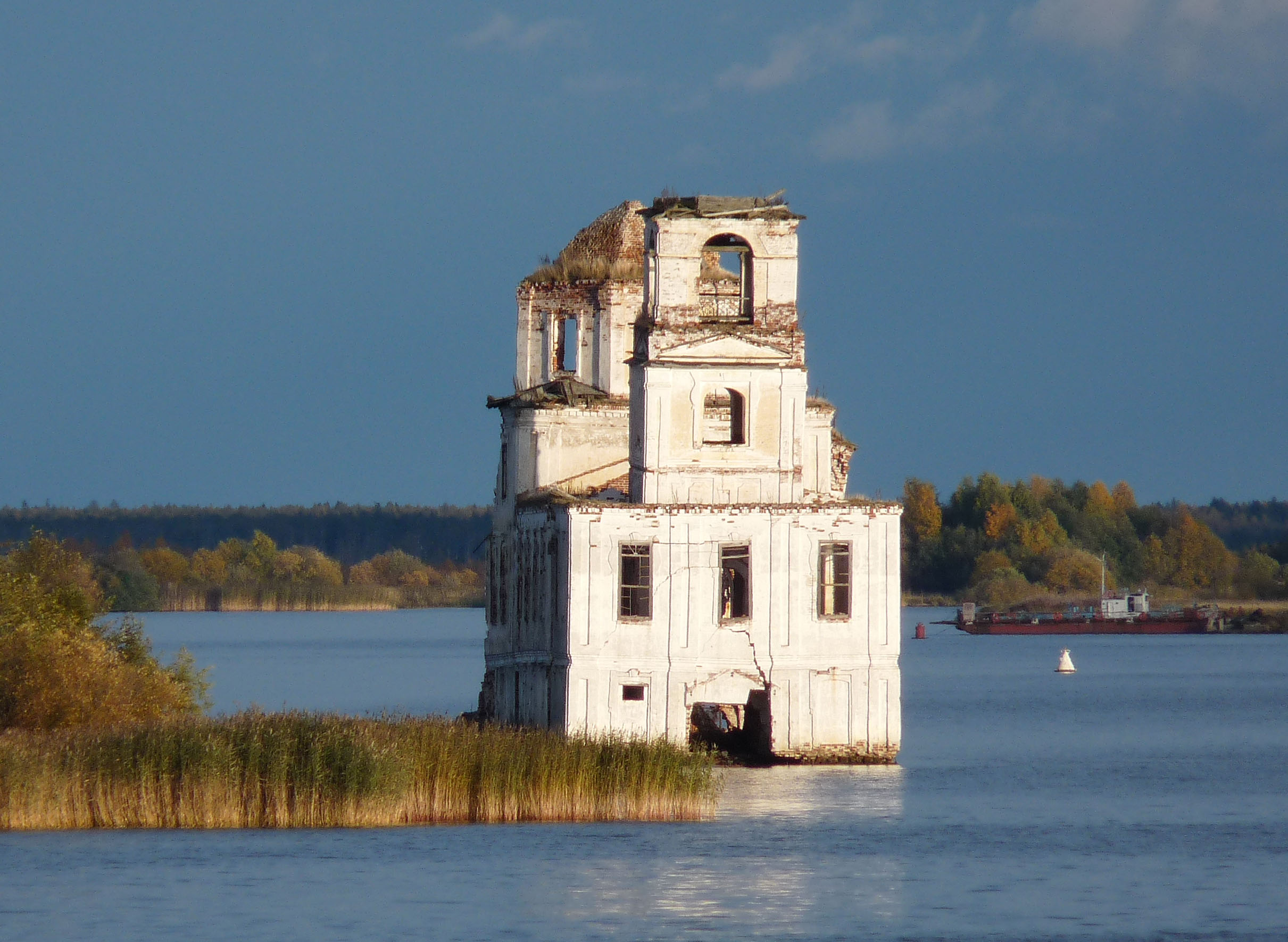
Antiga església de la Nativitat de Krokhino el 2009.

Kublanóvskaia, filla de pagesos, va néixer a la ribera del riu Xeksnà, a l'antic poble de Krokhino, avui desaparegut sota d'una presa. Va fer els estudis secundaris a la ciutat de Belozersk, a uns vint quilòmetres i l'altra banda del riu. Les seves notes excel·lents van fer que fos recomanada per a l'Institut Pedagògic A.I. Herzen de Leningrad (actual universitat Herzen de Sant Petersburg). Hi va ingressar el 1939 però el 1942 va haver de retornar precipitadament a Krokhino per malaltia greu de la seva mare. Aquest desplaçament va fer que s'evités el setge de Leningrad durant la Segona Guerra Mundial. Durant la guerra va participar en la defensa del territori i va donar classes de primària en la seva regió.
El 1945, acabada la guerra, i gràcies a la intervenció del seu mestre Dmitri Faddéiev, va poder retornar a Leningrad per a cursar estudis de matemàtiques a la universitat estatl de Leningrad, en la qual es va graduar el 1948. A partir d'aquesta data va treballar sempre al la secció de Sant Petersburg de l'Institut Steklov de Matemàtiques. Fins al 1955 en projectes secrets relacionats amb la construcció de la bomba atòmica soviètica i a partir de 1955, amb Leonid Kantoróvitx, desenvolupant un llenguatge de computació universal anomenat PRORAB. El 1955 va obtenir el doctorat a la universitat de Leningrad amb una tesi sobre l'aplicació de les continuacions analítiques als métodes numérics. A partir de 1968, va combinar el seu treball de recerca a l'Institut amb la docència a la universitat Tècnica de la Marina a Sant Petersburg. Va morir a Sant Petersburg el 2012.
Kublanóvskaia va publicar més d'un centenar d'un centenar d'articles científics. D'entre ells, destaquen tres articles de 1960-1961, en els quals desenvolupava per primer cop la descomposició QR, simultània e independentment de John G.F. Francis i Heinz Rutishauser. Aquest treball va conduir a l'algorisme QR que permet calcular fàcilment els paràmetres d'una matriu asimètrica. Aquestes idees del QR van ser utilitzades per ella i els seus deixebles i col·legues per a desenvolupar eines de càlcul per resoldre problemes espectrals de feixos de matrius lineals, de matrius polinomials i racionals i de problemes multi-paramètrics.